# フリーストール牛舎
フリーストール牛舎（フリーストールぎゅうしゃ）とは酪農における乳牛の管理牛舎の一種である。ミルキングパーラーで搾乳する大規模な酪農家や搾乳ロボット農場、農事法人の酪農関係部署での導入が多い。その他の牛舎タイプには、繋ぎ飼い牛舎、フリーバーン牛舎などがある。

## 概要
主に、牛の通路・牛床（牛の寝床・休息場所）・飼槽・飲水設備・糞尿搬送設備で構成される。牛は、自由に歩いて、採食・飲水・休息などの行動ができるため、繋ぎ飼い牛舎と比較してストレスなく過ごすことができる。全ての牛が快適に過ごすためには、行動を妨げる障害物を置かない、牛がすれ違うことができる十分な広さを保つ、牛の密度を高め過ぎず必要十分な牛床を用意する必要がある。
メリットとして、牛が好きな量の餌を採食できるため乳量が増加したり、発情行動がわかりやすくなることで繁殖成績が向上したりする場合がある、牛舎の管理を行いやすい、動物福祉が実現するなどが挙げられる。反面、繋ぎ飼い牛舎よりも個体の管理が難しく、牛の中での序列が低い牛（未経産牛）は争いに負けて行動が制限されることがある。また、牛の脚が悪くなると採食や飲水に支障をきたすため、定期的な蹄浴やこまめに牛の観察を行う必要がある。
近年は、バーンスクレッパー（自動糞尿搬送装置）や自動給餌機・個体別の自動給餌機などの導入により、酪農作業の機械化がさらに進んでいる。牛が放牧場やミルキングパーラーへ出ている間に牛舎の清掃を行うことで、衛生管理が格段に良好になった上、自動化が進み、酪農家の労役も軽減している。ただし、ほぼオートメーション化された牛舎のため、牛舎建設・機械投資コストが他の牛舎より高額になり、維持管理も必要になる。